# Шпигов, Николай Семёнович
Никола́й Семёнович Шпи́гов (1903—1956) — изобретатель одного из вариантов рубиновых стёкол для Кремлёвских звёзд, заместитель начальника управления коменданта Московского Кремля НКГБ СССР по хозяйственной части, генерал-майор (1945).

## Биография
Родился в русской многодетной рабочей семье. Служил в ЧОН, затем рабфаковец. В начале 1930-х поступил по направлению в Промакадемию. По окончании, в 1935 году, был направлен на Брянский вагоностроительный завод главным инженером, где проработал два года. В августе 1937 года назначен директором оборонного завода № 205 в Москве (во время войны завод был эвакуирован в Куйбышев, изготовлял оптику для подводных лодок). С 1939 года аттестован и призван на службу в НКВД, назначен заместителем коменданта Московского Кремля.
Во время Великой Отечественной войны участвовал в маскировке столицы по проекту Б. М. Иофана и проверял её, летая на самолёте «Дуглас».
В 1945—1946 году участвовал в реконструкции Кремлёвских звёзд. Будучи специалистом по производству стекла, изобрёл трёхслойное «рубиновое» стекло, из которого и были изготовлены Кремлёвские звезды на заводе «Красный Май» под Вышним Волочком. В 1947 году назначен заместителем начальника Хозяйственного управления в МГБ СССР (ХОЗУ МГБ). Курировал строительство Дома Желтовского на Смоленке, ведомственных домов на Садовом Кольце Москвы, санатория «Бочаров Ручей» в Сочи, специального метро в Москве. В 1953 году был комиссован по болезни по причине инфаркта.
Скончался в мае 1956 года в Москве, похоронен на Новодевичьем кладбище. Рядом с ним похоронены супруга Т. С. Шпигова и дочери — Тамара Николаевна Шпигова (1930—2006) и Марина Николаевна Шпигова (1938—2010). Автор памятника на могиле скульптор Г. Н. Рухадзе.

### Звания
- 28.12.1938 — майор государственной безопасности;[7]
- 14.02.1943 — полковник государственной безопасности;
- 30.12.1944 — комиссар государственной безопасности;
- 09.07.1945 — генерал-майор[8].

### Награды
- Орден Ленина (29.03.1939)
- Орден Красного Знамени;
- Орден Отечественной войны 1-й степени;
- Медали.